# Sojuz 2
Sojuz 2 (ryska: Союз-2) var en obemannad flygning i det sovjetiska rymdprogrammet. Farkosten sköts upp från Kosmodromen i Bajkonur, den 25 oktober 1968 med en Sojuz-raket. Planen var att den skulle docka med den bemannade Sojuz 3. Farkosterna tog som planerat in på varandra, men någon dockning genomfördes aldrig. Farkosten återinträdde i jordens atmosfär och landade på jorden den 28 oktober 1968.